# 지나이다 세레브랴코바
지나이다 세레브랴코바(Zinaida Yevgenyevna Serebriakova, 러시아어: Зинаида Евгеньевна Серебрякова, 본명: Lansere(Лансере), 1884년 12월 10일~1967년 9월 19일)는 러시아 제국 출신의 프랑스의 화가이다.

## 가족
지나이다 세레브랴코바는 당시 러시아 제국의 하르키우 근처 Neskuchnoye에서 예술가 집안이었던 베누아(Benois) 가문에서 태어났다.

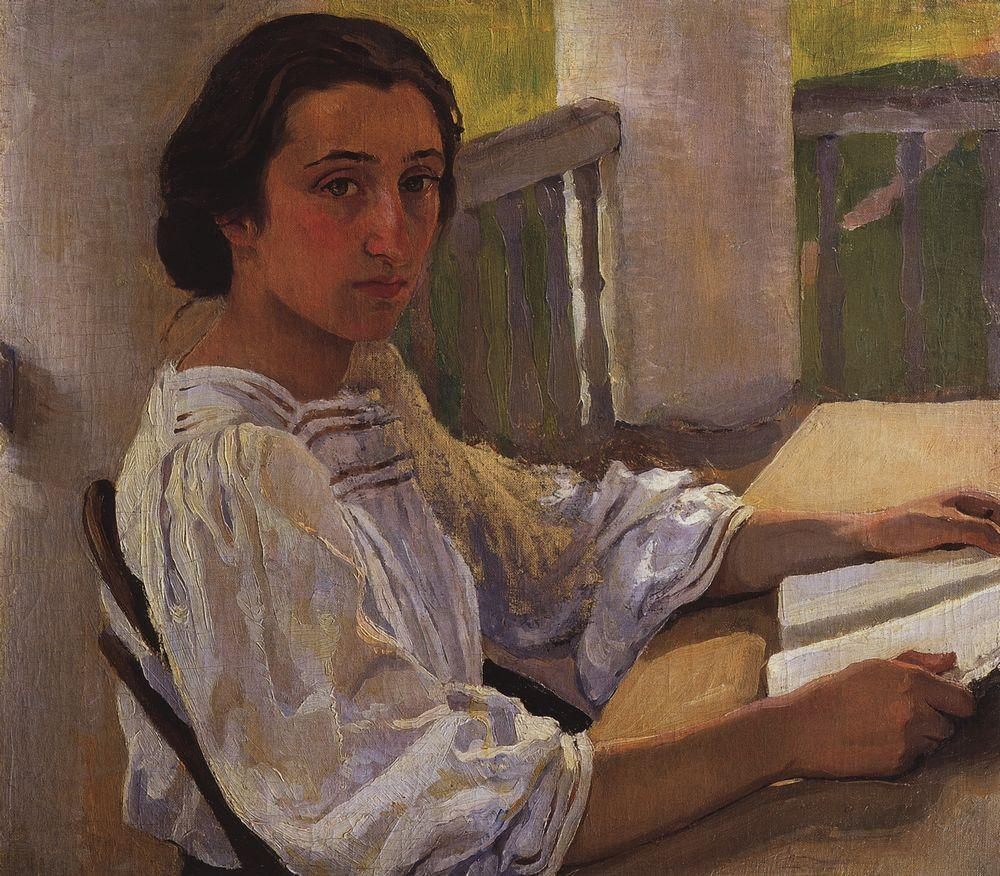
〈예술가의 자매〉, 지나이다 세레브랴코바, 1911년

그녀의 아버지 Evgenii Lansere는 조각가였으며 그녀의 어머니 Ekaterina Lansere는 화가였다. 저명한 건축가이자 건축가 협회 회장이었던 그녀의 할아버지 니콜라스 베누아(Nicholas Benois)는 러시아 과학 아카데미의 회원이었다. 그녀의 삼촌 알렉상드르 베누아(Alexandre Benois) 역시 화가였으며 미술 그룹 Mir iskusstva의 창립자였다. 지나이다의 형제 중 한 명인 니콜라이 랜스레이(Nikolay Lanceray)는 건축가였으며, 그녀의 오빠 예브게니 예브게니예비치 랜스레이(Yevgeny Yevgenyevich Lanceray)는 회화 및 그래픽 아트의 대가였으며 러시아와 소련 예술에서 중요한 역할을 한 인물이다. 영국 배우이자 작가인 피터 유스티노프도 그녀와 친척이었다.

## 유년기
세레브랴코바는 1900년에 여자 김나지움(문법 학교 또는 고등학교에 해당)을 졸업하고 당시 러시아의 마리아 테니셰바 공주가 설립한 미술 학교에 입학했다. 그녀는 1901년엔 일리야 레핀과, 1903년부터 1905년까지는 초상화가인 오시프 브라즈(Osip Braz)와 함께 공부했다. 세레브랴코바는 1902년부터 1903년까지 이탈리아에서 시간을 보냈고, 1905년부터 1906년까지 파리의 그랑드 쇼미에르 아카데미(Académie de la Grande Chaumière)에서 공부했다.
1905년, 그녀는 1촌 조카인 보리스 세레브리아코프(Boris Serebriakov)와 결혼하여 그의 성을 따랐다. 보리스는 철도 엔지니어가 되었다.

## 이른 성공
세레브랴코바의 가장 유명한 자화상인 〈화장대에서〉(At the Dressing-Table, 1909, 트레티야코프 미술관 소장)는 겨울이 빨리 찾아왔던 1909년, 눈이 많이 내려 집에서 머무는 동안 화장대 앞 거울 속 자신의 모습을 그린 그림이다. 1910년 제7회 러시아 예술가 연합 전시회에 이 그림을 제출하라던 그녀의 오빠 예브게니 예브게니예비치 랜스레이의 권유에, 그녀는 당시 전시회가 개최됐던 상트페테르부르크에 이 그림을 보냈으며 그림은 전시회에서 열광적인 반응을 얻었다. 전시 직후 이 그림은 트레티야코프 미술관에 팔리게 되었다.
1911년엔 러시아의 예술운동인 Mir iskusstva에 참여했다.

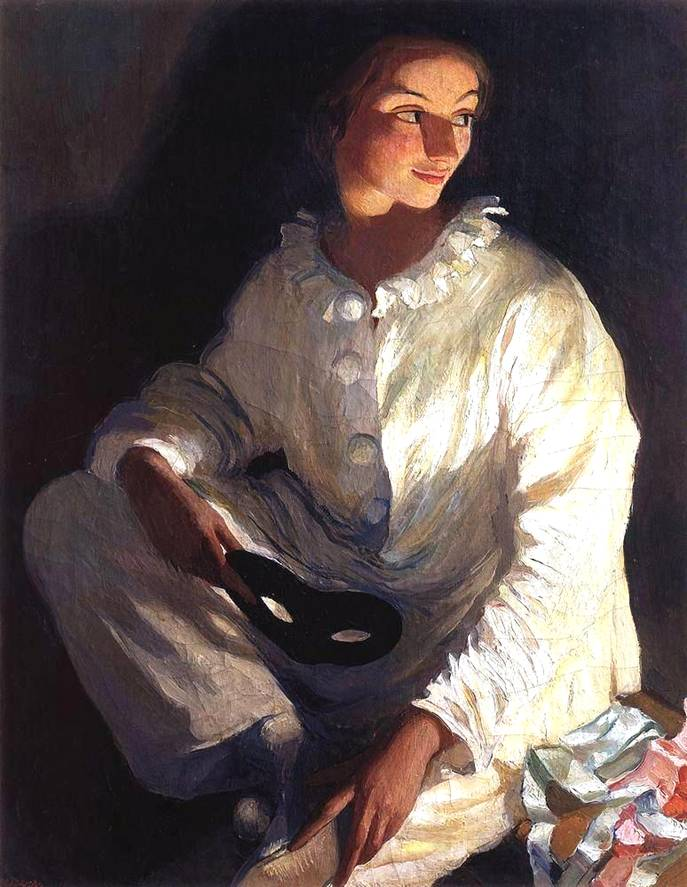
〈피에로 모습의 자화상〉(Self-Portrait as Pierrot), 1911, 오데사 국립미술관

세레브랴코바는 1914년부터 1917년까지 〈농민〉 (1914~1915, 러시아 박물관), 〈잠자는 농민 소녀〉 (개인 소장품) 등 러시아 농촌 생활을 주제로 한 그림들을 그렸다.

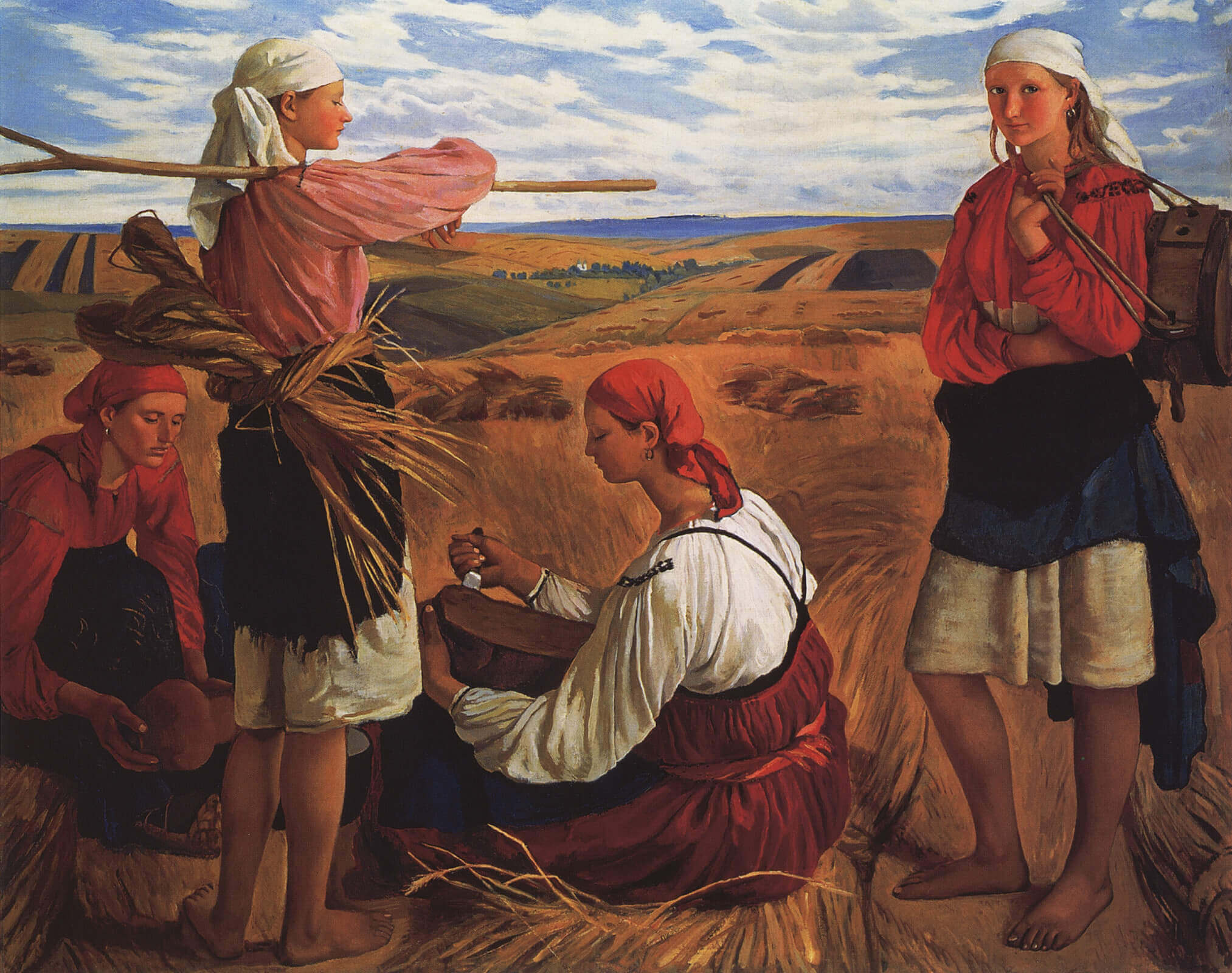
〈수확〉(Harvest), 1915년, 오데사 국립미술관

1916년 세레브랴코바는 그녀의 삼촌 알렉상드르 베누아는 모스크바의 카잔스키역 장식 의뢰를 받았을 때 그녀의 오빠 예브게니 랜스레이, 소련의 화가 보리스 쿠스토디예프(Boris Kustodiev), 예술가 므스티슬라프 도부진스키(Mstislav Dobuzhinsky)와 함께 장식 작업을 도왔다. 세레브랴코바는 인도, 일본, 튀르키예, 태국 등 동양을 주제로 하여 아름다운 여성의 모습으로 우화적으로 표현했다. 또한 고전 신화를 주제로 작곡을 하기도 했지만 완성하진 못했다.

## 혁명
1917년 러시아 혁명이 발발하자 세레브랴코바의 삶은 바뀌게 되었다. 1919년엔 남편 보리스가 발진티푸스로 사망했으며 세레브랴코바는 수입도 없이 네 자녀와 아픈 어머니를 부양해야 했다. Neskuchnoye의 모든 물품들이 약탈되어 그녀와 그녀의 가족은 굶주림에 시달리게 되었다. 그녀는 유화를 포기하고 비교적 저렴한 목탄과 연필을 사용하여 그림을 그렸다. 이 시기에 아버지가 없는 네 자녀를 그린 그녀의 가장 비극적인 그림인 〈하우스 오브 카드〉(House of Cards)를 그렸다.
그녀는 소련 초기 미술에서 유행했던 절대주의나 러시아 구성주의 스타일로 전환하고 싶지도 않았고, 인민위원 의 초상화를 그리는 것도 원하지 않았지만, 하리코프 고고학 박물관의 몇 가지 작품들을 연필로 그림을 그렸다. 1920년 12월, 그녀는 상트페테르부르크에 있는 할아버지의 아파트로 이사했다. 10월 혁명 이후 개인 아파트 주민들은 추가 주민들과 아파트를 공유해야 했지만 세레브랴코바는 운이 좋게도 모스크바 예술극장의 예술가들과 함께 자리를 잡았다. 이 기간 동안 세레브랴코바는 연극 생활에 초점을 뒀다. 또한 이 무렵 세레브랴코바의 딸 타티아나는 발레 학원에 입학했고, 세레브랴코바는 마린스키 극장에서 파스텔 시리즈를 창작했다.

## 파리

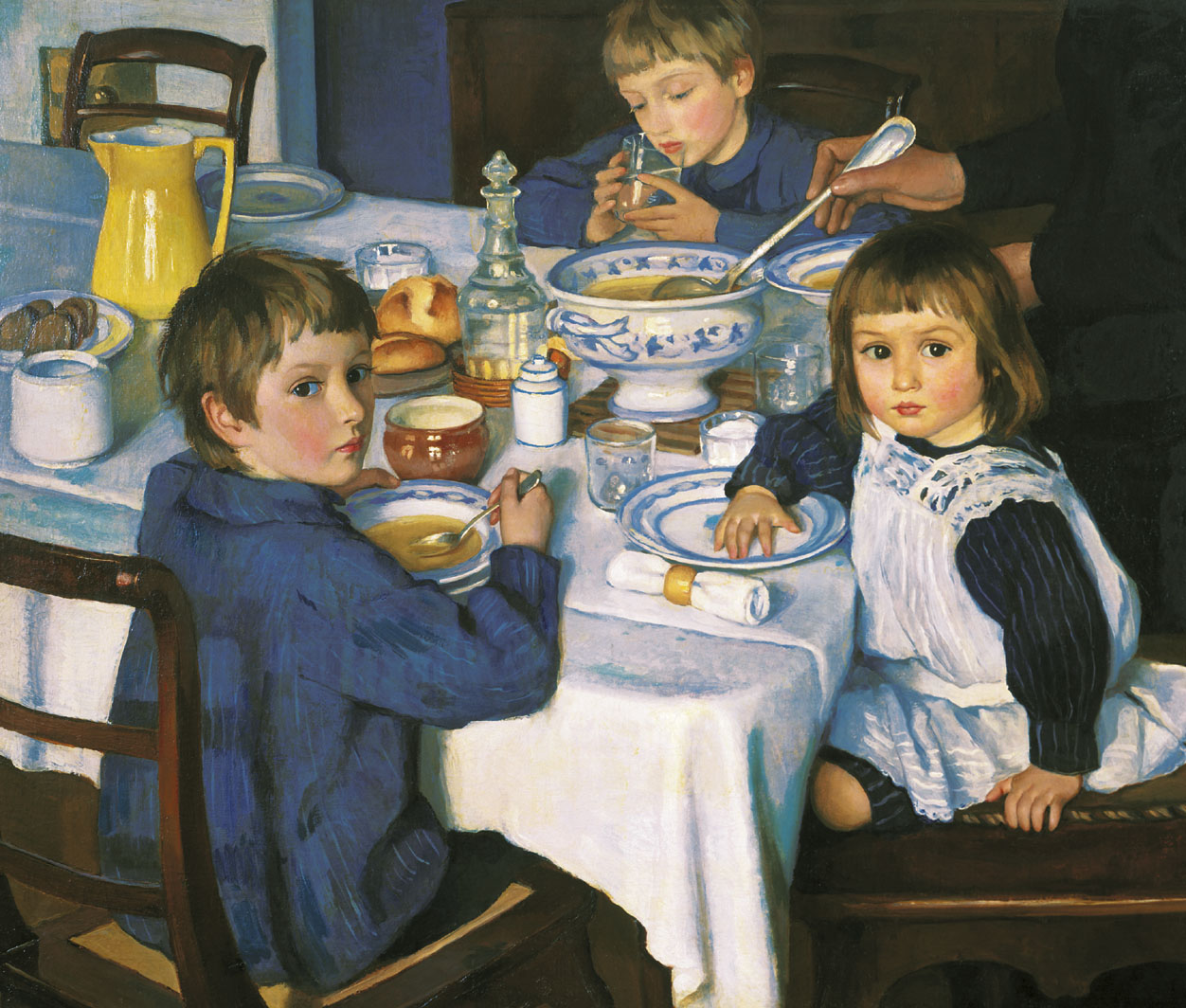
〈아침식사 때〉(At Breakfast), 1914년, 트레티야코프 미술관

1924년 가을, 세레브랴코바는 대형 장식 벽화에 대한 의뢰를 받고 파리로 갔다. 이 작업을 마친 후 그녀는 어머니와 네 자녀가 남아 있는 소련으로 돌아갈 생각이었으나 그녀는 돌아갈 수 없었다. 1926년과 1928년엔 각각 자녀 알렉상드르와 캐서린을 파리로 데려올 수 있었지만 다른 두 자녀인 예브게니와 타티아나는 데리고 올 수 없었고 수년 동안 다시 볼 수 없었다.
그 후 세레브랴코바는 많은 곳을 여행했다. 1928년과 1930년에는 아프리카를 여행하고 모로코를 방문했다. 그녀는 1928년 12월 모로코를 6주 동안 여행하는 동안 본인 스스로 "스케치"라고 칭했던 130개 이상의 초상화와 도시 풍경을 그렸다. 당시 현지인 중 누구의 동의도 받지 않고 그들을 그렸기 때문에 서둘러서 그릴 수 밖에 없었고 마라케시에서 너무 멀리 떨어질까 걱정돼 세 개의 풍경화만 그렸다. 그녀는 북부 아프리카의 풍경에 매료되어 아틀라스 산맥과 아랍 여성, 민족 의상을 입은 아프리카인들을 그렸다. 그녀는 또한 브르타뉴반도의 어부들을 위한 자전거를 그렸다. 그녀의 후기 풍경화와 초상화의 두드러진 특징은 작가 자신의 개성, 즉 자연이든 사람이든 아름다움에 대한 사랑을 담는데 초점을 두었다는 것이다.
1947년에 세레브랴코바는 프랑스 시민권을 얻었고, 흐루쇼프의 해빙 이후 소련 정부는 그녀가 소련에 있는 그녀의 가족과 다시 연락할 수 있도록 허용했다. 1960년, 36년 후 수년간의 강제 별거 끝에 마침내 그녀의 큰 딸 타티아나(타타)를 만날 수 있게 되었다. 당시 타티아나는 모스크바 예술 극장의 풍경을 그리는 예술가로도 일하고 있었다.
세레브랴코바의 작품은 1966년 소련의 모스크바, 상트페테르부르크, 키예프에서 전시되어 큰 호평을 받았다. 그녀의 앨범은 수백만 장에 달했고 보티첼리, 르누아르와 비교되기도 했다. 그녀는 200여 점의 작품을 소련에 전시하기 위해 보냈지만, 오늘날 그녀의 작품 대부분은 프랑스에 남아 있다.
세레브랴코바는 1967년 9월 19일 파리에서 뇌출혈로 쓰러져 82세의 나이로 사망했다. 그녀는 파리의 생트준비에브데부아에 있는 러시아 묘지에 안치되었다.

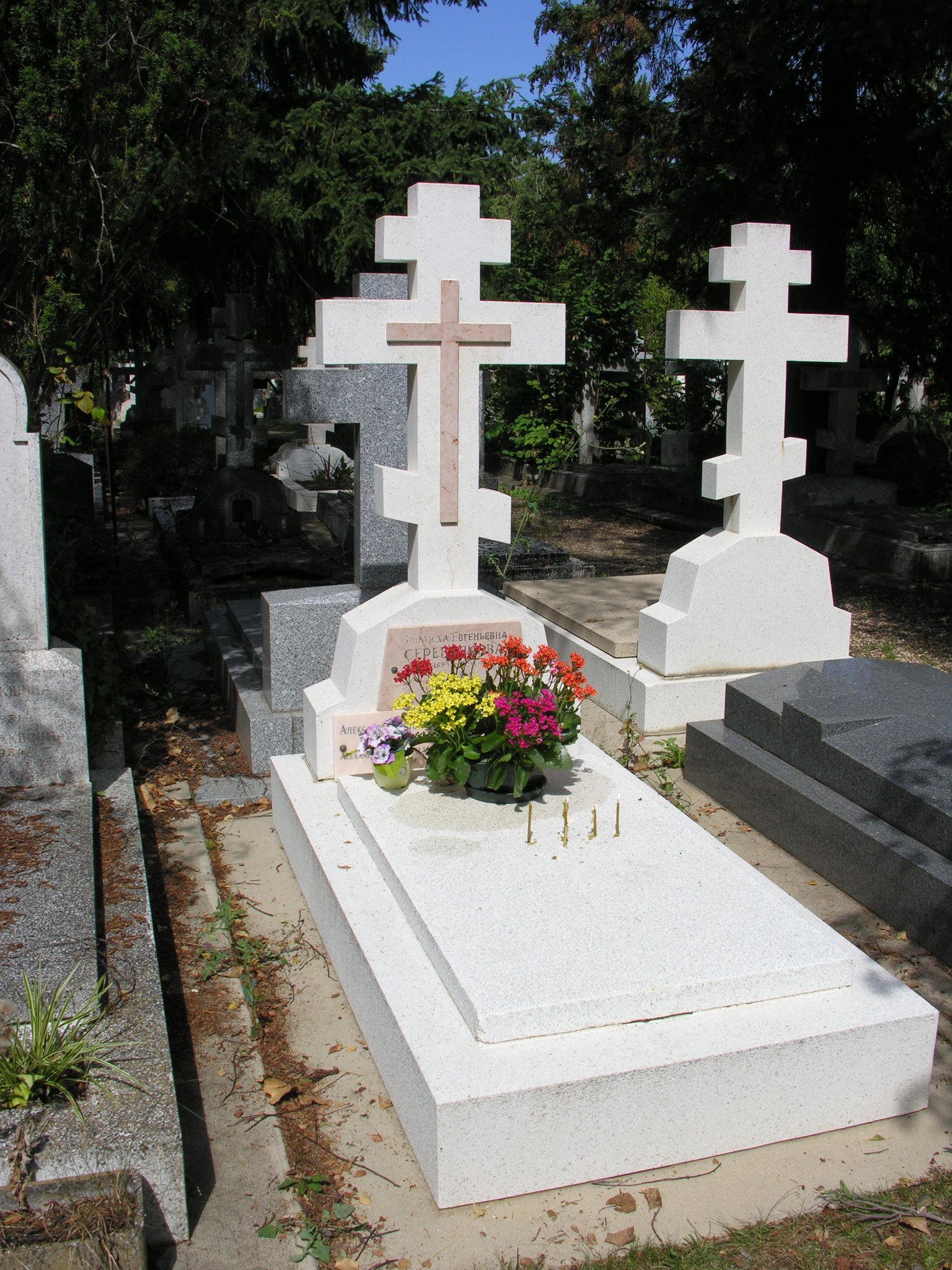
생트준비에브데부아에 있는 세레브랴코바의 묘

## 작품

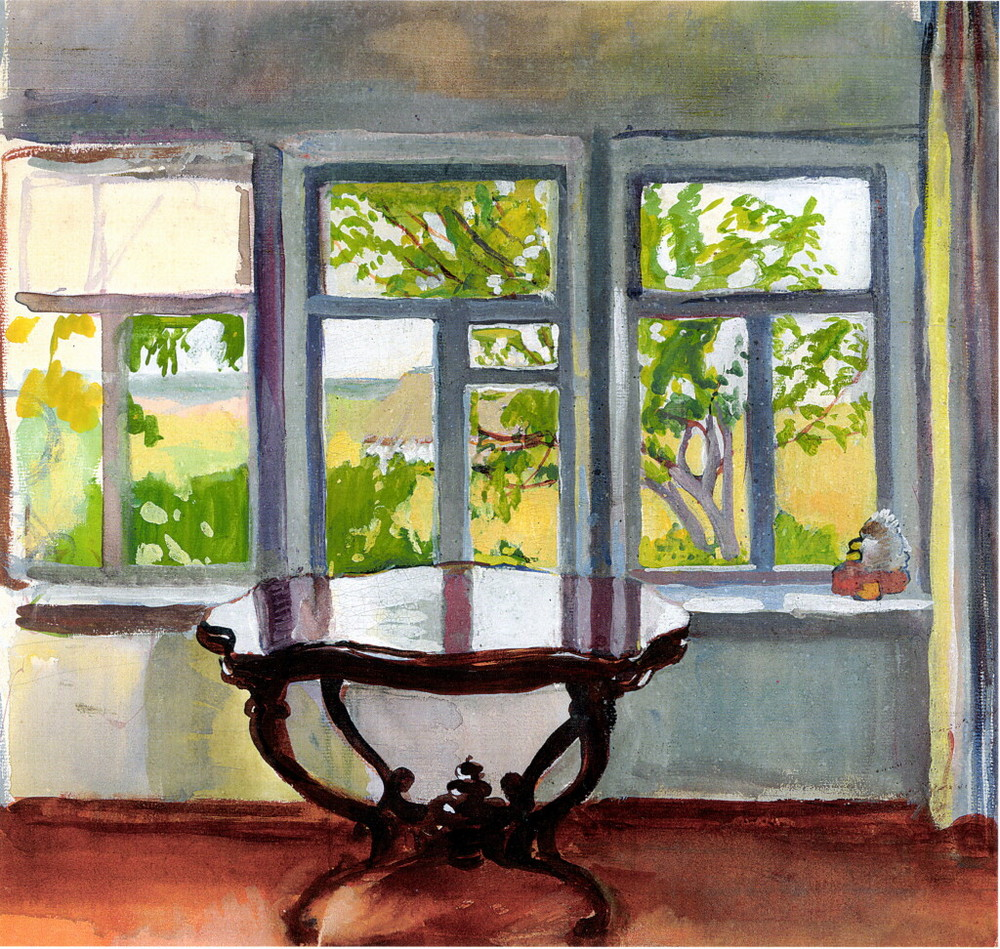
〈봄의 베란다〉(The Veranda in Spring), 1900년
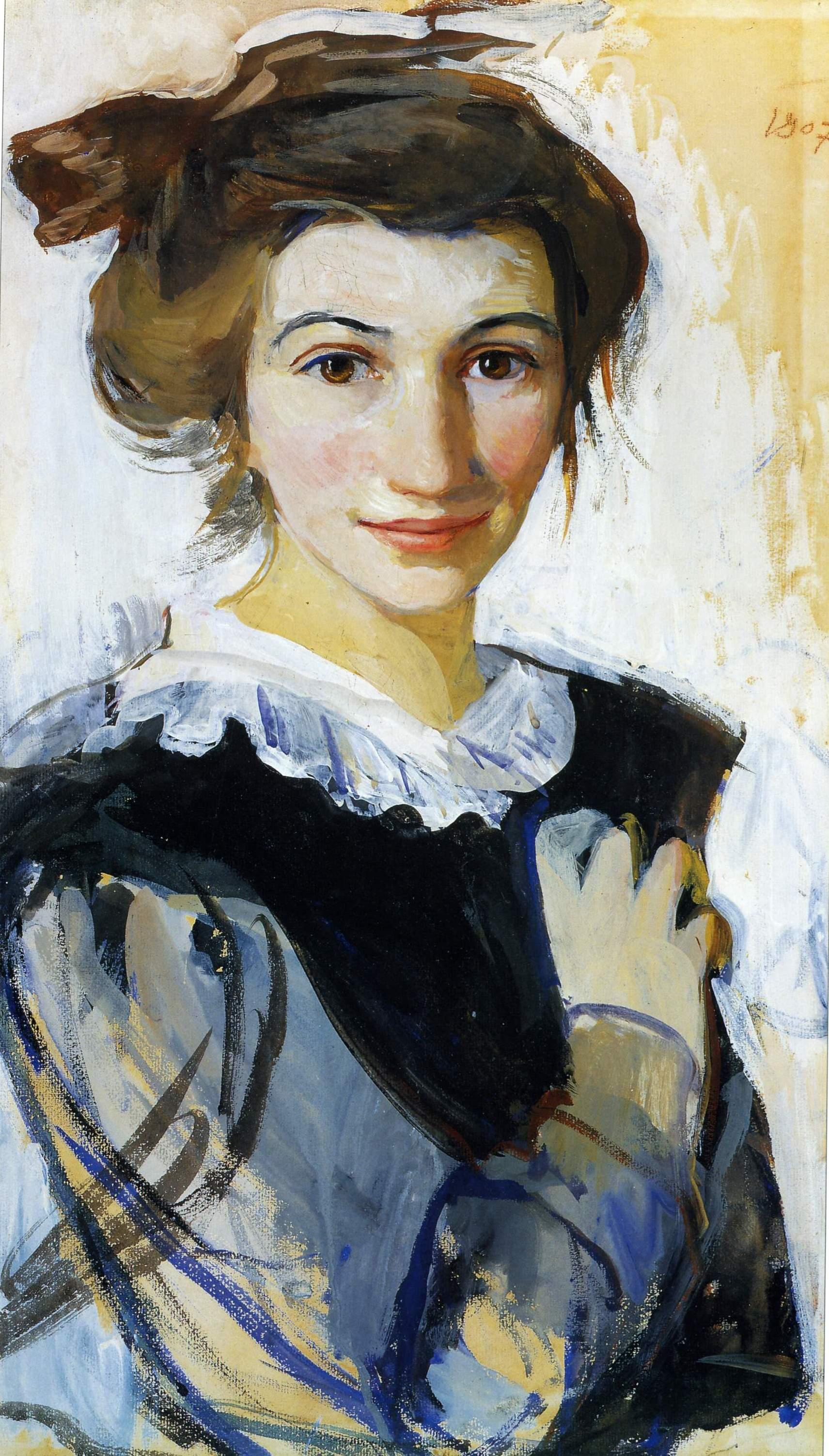
〈흰 칼라가 달린 검은 드레스를 입은 자화상〉(Self-portrait in a black dress with white collar), 1907년
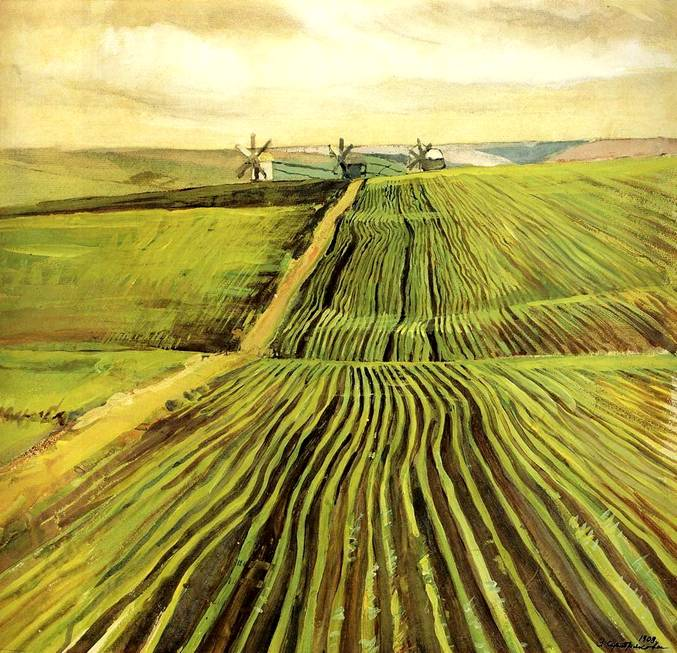
〈가을 작물의 싹〉(The Shoots of Autumn Crops), 1908년, 트레티야코프 미술관
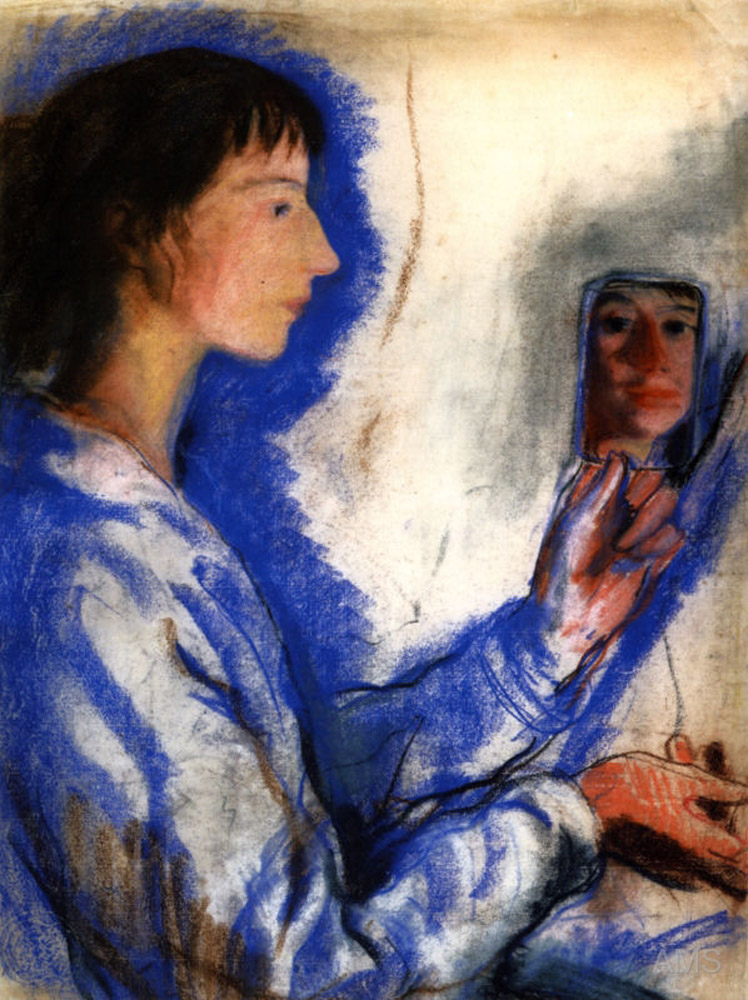
자화상, 1910년
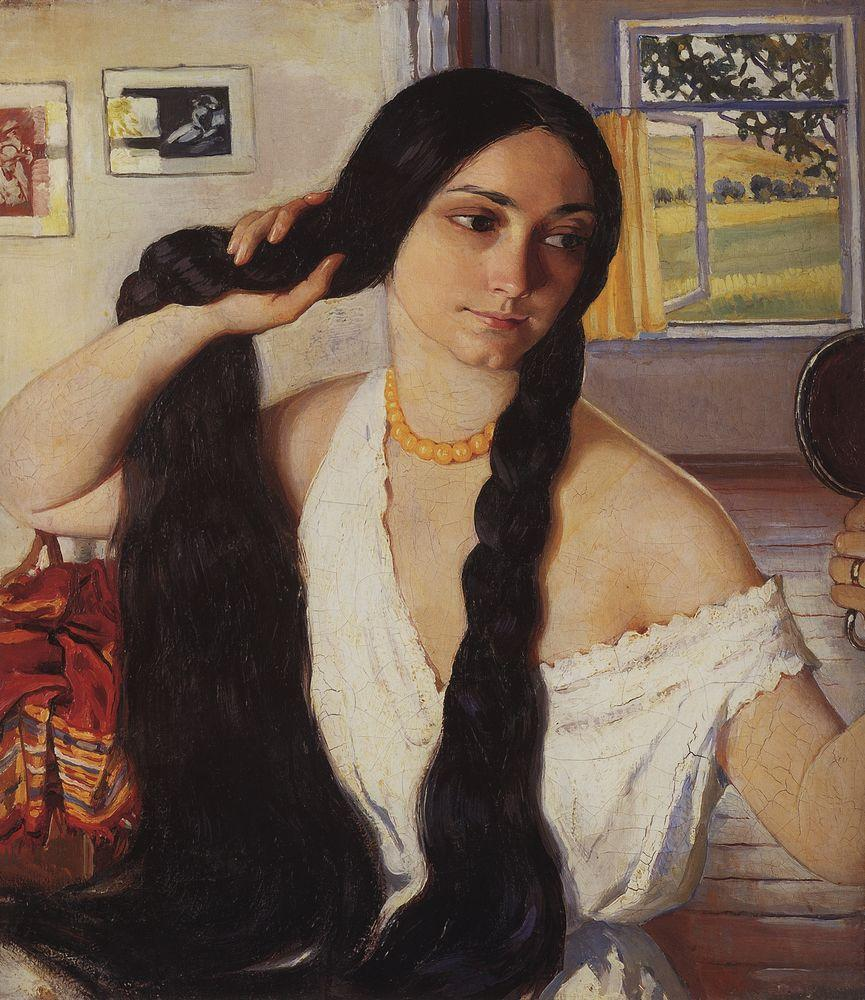
〈Olga Lanceray의 초상화〉(Portrait of Olga Lanceray), 1910년
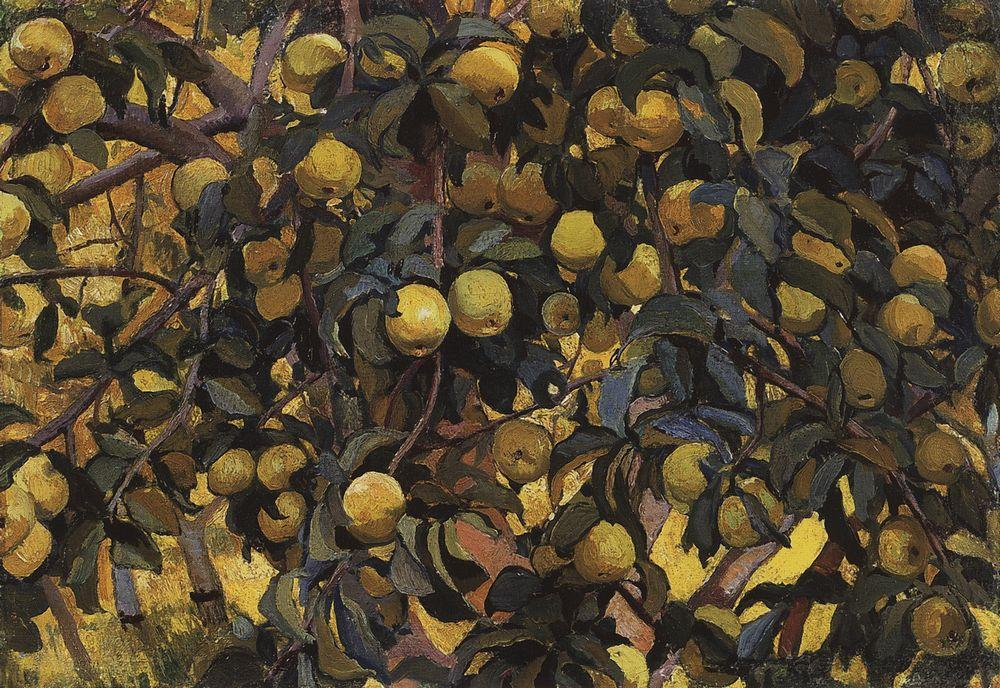
〈가지 위의 사과〉(Apples on the Branches), 1910년
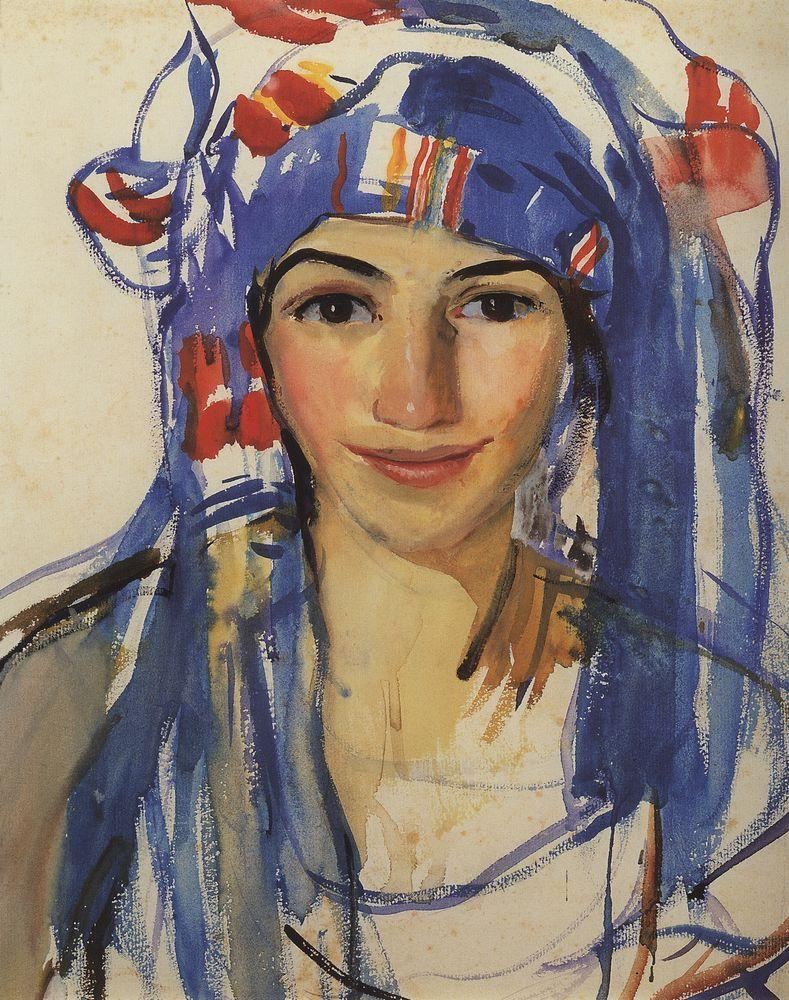
자화상, 1911년
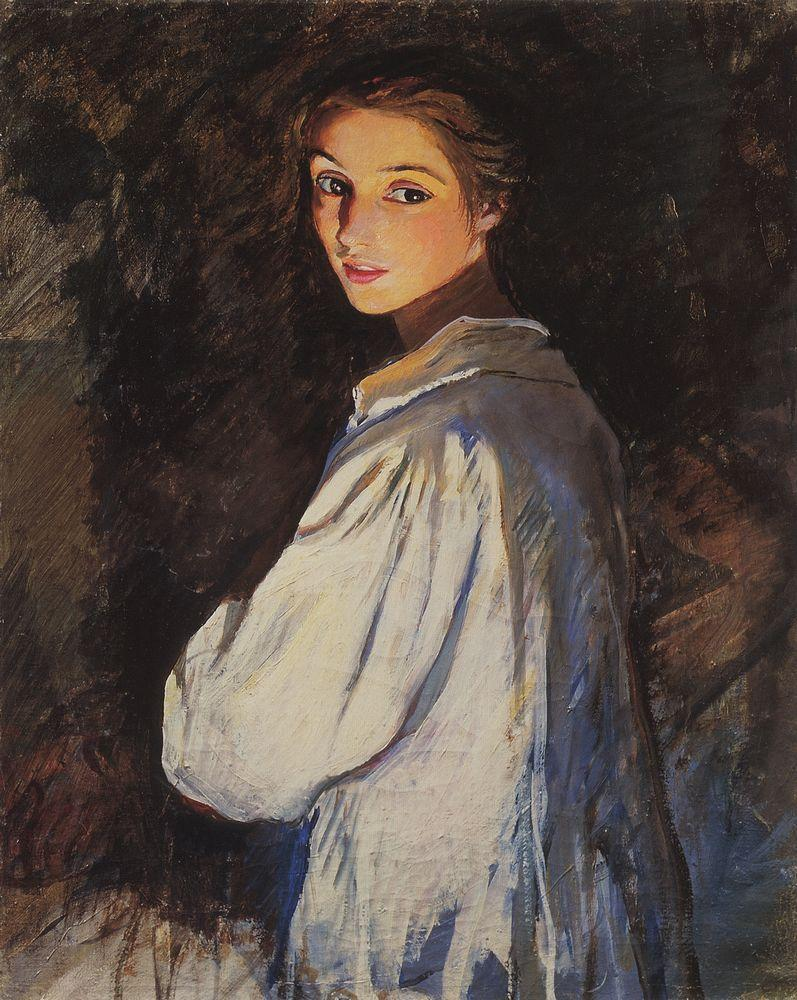
자화상, 1911년
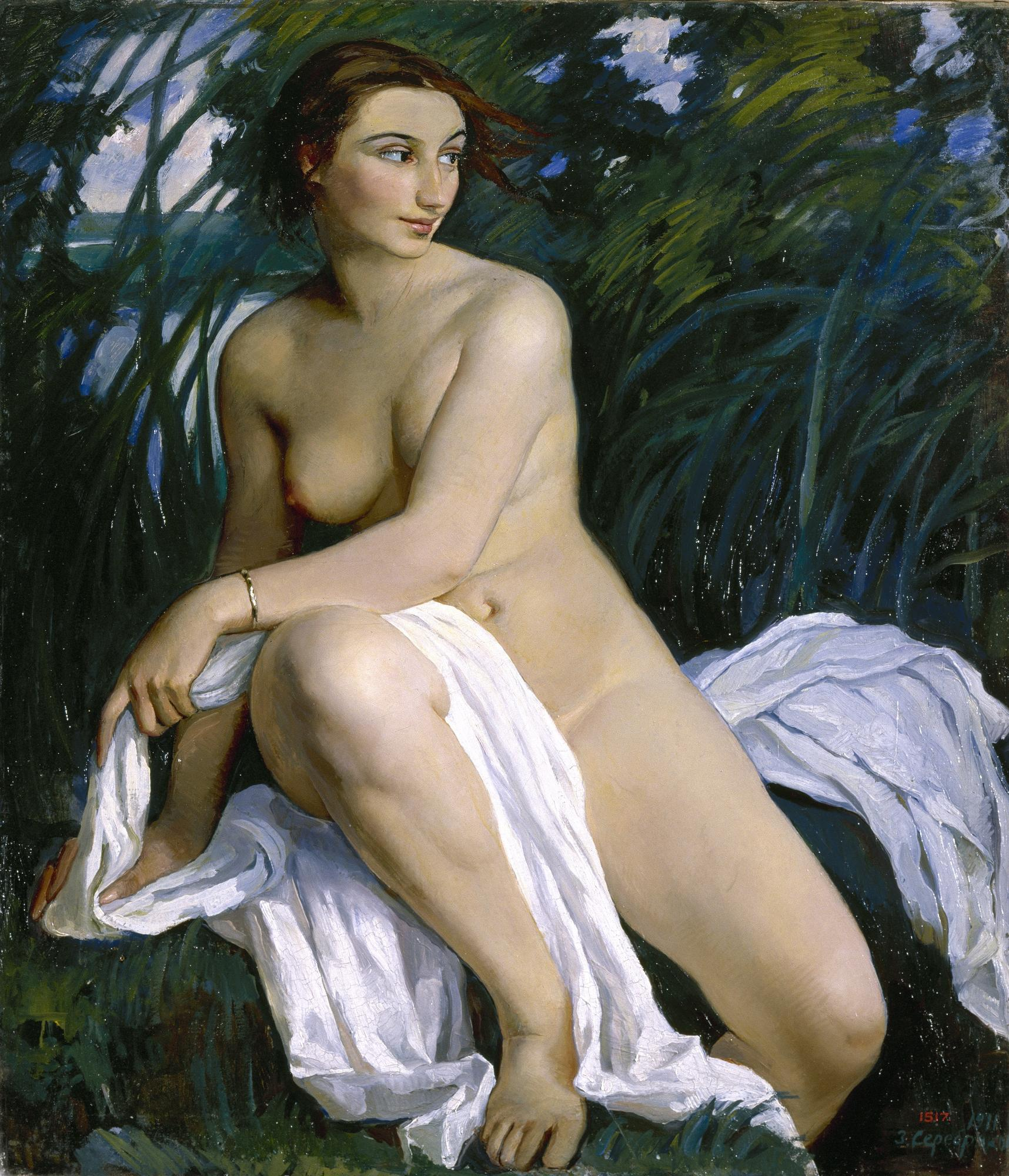
Nude(Купальщица), 1911년
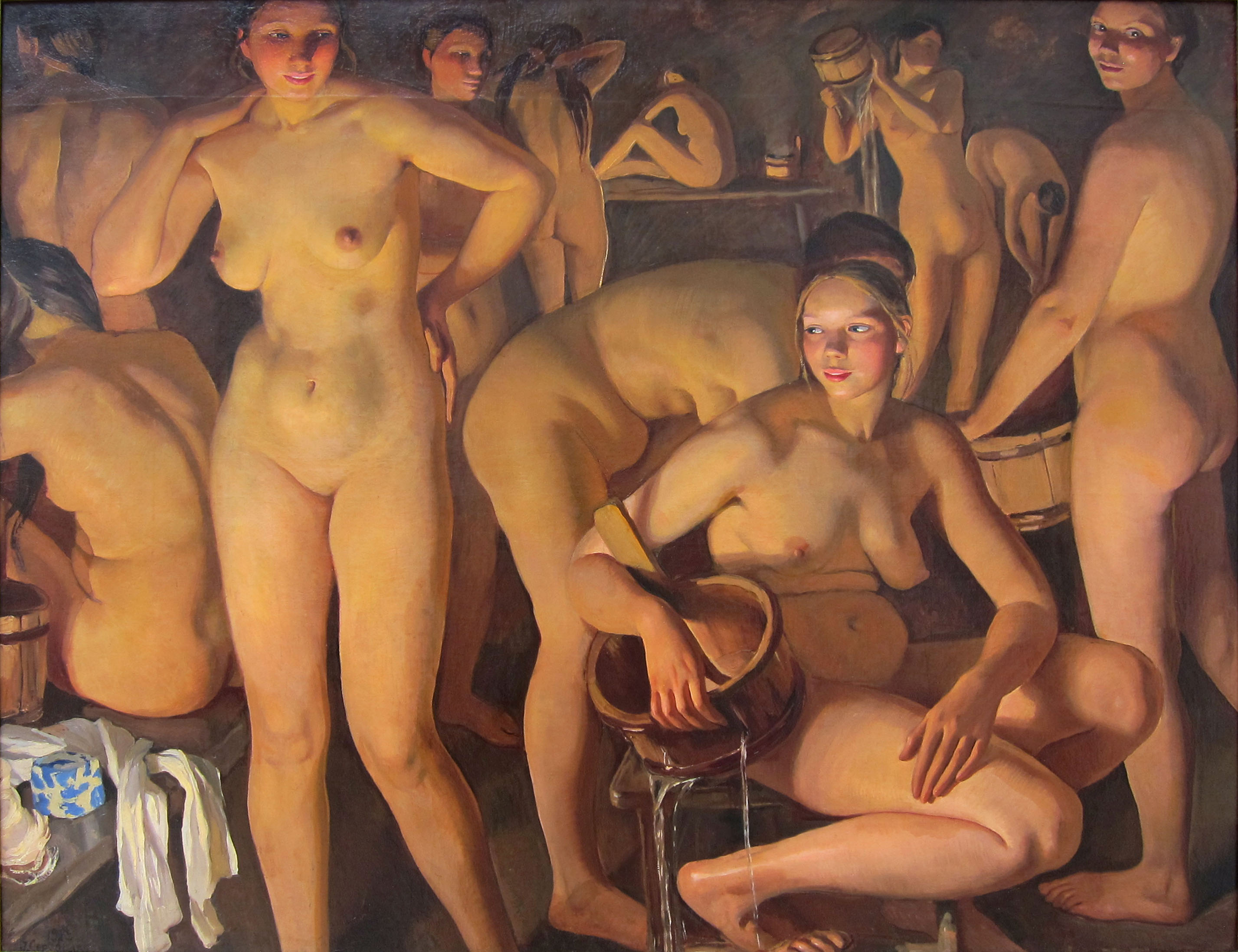
〈목욕탕〉(Bath-house), 1913년, 러시아 미술관
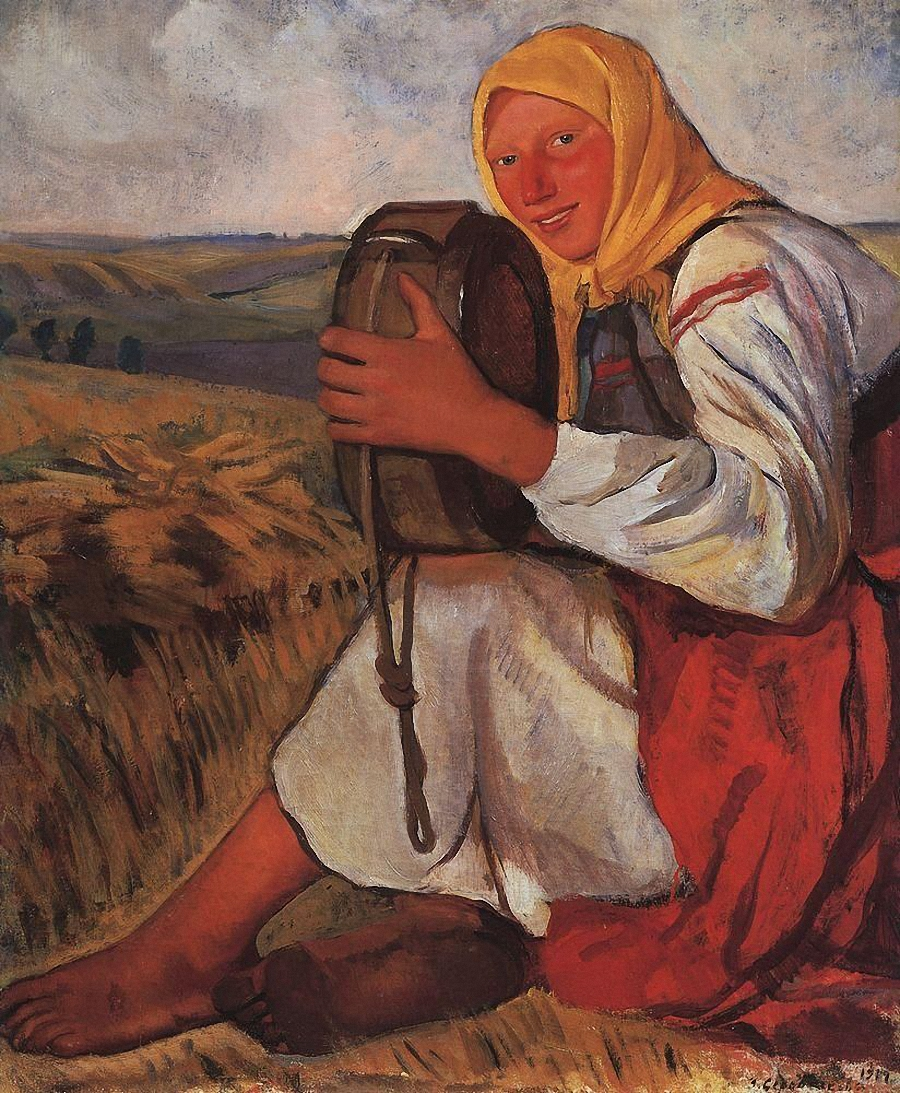
〈크바스니크를 든 소작농 여인〉(Peasant woman with kvasnik), 1914년경